# Saki Hiwatari
Saki Hiwatari (日渡 早紀, Hiwatari Saki, nascuda el 15 de juliol de 1961) és mangaka japonesa de shōjo manga artist. El seu primer treball, Mahōtsukai wa Shitteriu (Conec a un Mag) fou publicat a l'antologia setmanal de shōjo Hana to Yume (Flors i Somnis) en 1982. Hiwatari és més coneguda per Please Save My Earth, un manga de 21-volums que tracta d'uns científics extraterrestres que se reencarnen en estudiants d'institut de l'actual Tòquio.

## Treballs
- Akuma-kun Magic Bitter (7 volums).
- Boku no Chikyū wo mamotte ("Please Save My Earth") (21 volums, 12 edició bunko).
- Mirai no Utena ("Torre del Futur") (11 volums).
- Guuzen ga Nokosu Mono (2 volums).
- Cosmo na Bokura (4 volums).
- Gurōbaru Gāden: Ainshutain Suimu Kitan ("Global Garden") (8 volums).
- Boku wo Tsutsumu Tsuki no Hikari ("I Am Embraced by The Moonlight"); seqüela a Please Save My Earth (treball actual, en curs en Bessatsu Hana to Yume).